# Pedinolejeunea pseudolatilobula
Pedinolejeunea pseudolatilobula là một loài Rêu trong họ Lejeuneaceae. Loài này được P.C. Chen & P.C. Wu mô tả khoa học đầu tiên năm 1964.